# حفل توزيع جوائز الأكاديمية الإفريقية للأفلام الحادي عشر
حفل توزيع جوائز الأكاديمية الأفريقية للأفلام الحادي عشر (بالإنجليزية: 11th Africa Movie Academy Awards) هُو حفل توزيع جوائز الأكاديمية الأفريقية للأفلام الخاص بسنة 2015، وقد نُظم الحفل في سبتمبر 2015 في مدينة بورت إليزابيث في جنوب أفريقيا.

## القائمة
| - تمبكتو (موريتانيا) - 1 أكتوبر (نيجيريا) - Triangle Going To America (إثيوبيا) - انتقم (جنوب أفريقيا) - ران (كوت ديفوار)                                                            | - عبد الرحمن سيساكو – تمبكتو (موريتانيا) - ثيودروس تيشومي - Triangle Going to America (إثيوبيا) - Theo Nel – انتقم - فيليب لاكوت – ران - كانلي أفولايان – 1 أكتوبر (نيجيريا)                        |
| أفضل مُمثل في دور رئيسي | أفضل مُمثلة في دور رئيسي |
| - صادق دابا (1 أكتوبر) - Tony Kroroge (Cold Harbour ) - Sdumo Matshali (انتقم ) - Abdoul Kareem Konate (ران ) - Gerard Essomba (الرئيس)                                              | - ليزليانا بيريرا (ملكة أنغولا) - كوين نوكوي (شيتانا ) - Aida Wang (Juliet and Romeo) - جوسلين دوماس (Silver rain) - إيني إيدو (While You Slept )                                                   |
| أفضل مُمثل في دور مُساعد | أفضل مُمثلة في دور مُساعد |
| - Samson Tadese (Triangle Going to America) - Israel Makoe (انتقم ) - بول أوبازيلي (إيوري ) - Chumani Pan (Silver Rain) - أوه. سي. أوكيجي (Love or Something Like That )             | - هيلدا دوكوبو (ستيجما ) - أما أمبوفو (الشيطان في التفاصيل ) - تولو كيكي (تمبكتو ) - Reina Salicoulibaly (ران ) - Prossy Rukundo (Boda Boda Thieves)                                                |
| أفضل مُمثل واعد ‏ | أفضل مُمثل طفل |
| - كيمي لالا أكيندوجو & Hassan Spike Insingoma (سراب مبهر & Boda Boda Thieves) - Demola Adedoyin (1 أكتوبر ) - Vinjeru Kamanga (Bella ) - شيدزا ميندي (Love The One You Love)         | - Layla Walet Mohammed & Mehdi A.G Mohammed (تمبكتو) - Joshua Ibrahim & Daniel Ibrahim (مكان بين النجوم ) - Any Bobmanuel & Akonte Bobmanuel (ستيجما )                                              |
| أفضل أول عمل إخراجي لمُخرج واعد | أفضل فيلم نيجيري |
| - Destiny Ekeragha (Gone too far) - Jenna Bass (Love the One You Love) - Tawonga Taddja Nkhonjera (Bella) - Carey Mckenzie (Cold Harbour)                                            | - 1 أكتوبر - الغزو 1897 - سراب مبهر - إيوري - مكان بين النجوم |
| أفض فيلم طويل بالنسبة للشتات ‏ | أفضل فيلم وثائقي بالنسبة للشتات ‏ |
| - سيادة (الولايات المتحدة) - Cru (الولايات المتحدة) - Under the Starry Sky (France)                                                                                                  | - الفهود السود: طليعة الثورة (الولايات المتحدة) - Jimmy Goes to Nollywood – (الولايات المتحدة/Haiti) - Bound: Africans vs African Americans (الولايات المتحدة) - Black Panther Woman (Australia)    |
| أفضل فيلم في لُُغة أفريقية ‏ | أفضل وثائقي ‏ |
| - Timbuktu – موريتانيا - Triangle Going To America – إثيوبيا - شيتانا (نيجيريا) - Juliet And Romeo (بوركينا فاصو) - انتقم (جنوب أفريقيا)                                             | - Egypt Modern Pharaohs (مصر) - The Dream Of Shahrazad (جنوب أفريقيا) - Nelson Mandela, the Myth and Me (جنوب أفريقيا) - على إيقاع الأنتونوف (Sudan) - The Supreme Price (نيجيريا/الولايات المتحدة) |
| أفضل فيلم قصير بالنسبة للشتات | أفضل فيلم قصير |
| - Sound Of Tears (Canada) - Hand to the Sky (الولايات المتحدة) - Calm (المملكة المتحدة)                                                                                              | - Twaaga (بوركينا فاصو) - Stories of Our Lives (كينيا) - Aisha’s Story (نيجيريا) - Gulped of the Blue Sea (Togo) - Memoir of a Honest Voice (Sierra Leone)                                          |
| أفضل فيلم رسوم مُتحركة ‏ | أفضل سيناريو ‏ |
| - The Legacies Of Rubbies (نيجيريا) - The Throne (نيجيريا) - Alternative to Corporal Punishment (Namibia) - Akorkoli (Ghana)                                                         | - الرئيس (الكاميرون) - While You Slept - تمبكتو - Love or Something Like That - ران |
| أفضل مونتاج ‏ | أفضل تصوير سينمائي ‏ |
| - Timbuktu - انتقم - Triangle Going to America - Run - 1 أكتوبر | - في ظل قصب السكر (موريشيوس) - Triangle Going to America (إثيوبيا) - انتقم (جنوب أفريقيا) - Run - كوت ديفوار - Timbuktu - موريتانيا                                                                 |
| أفضل صوت ‏ | أفضل مُؤثرات بصرية ‏ |
| - في ظل قصب السكر - الرئيس - تمبكتو - ران - انتقم | - انتقم - Invasion 1897 - Kpians - ران - Triangle Going To America |
| أفضل موسيقى تصويرية ‏ | أفضل مكياج ‏ |
| - Triangle Going To America - مكان بين النجوم - إيوري - ملكة أنغولا - تمبكتو | - ملكة أنغولا - Run - إيوري - Silver Rain - انتقم |
| أفضل تصميم أزياء ‏ | أفضل تصميم إنتاج ‏ |
| - 1 أكتوبر - ران - انتقم - ملكة أنغولا - سراب مبهر | - انتقم - 1 أكتوبر - الرئيس - ران - تمبكتو |
| أفضل فيلم أخرجه أفريقي يعيش خارج القارة ‏ | أفضل فيلم كوميدي |
| - Fevers - France/Morocco - Gone Too Far - نيجيريا/المملكة المتحدة - Thorns of Roses (O Esphinho Da Rosa) - Guinea Bissau/Portugal - Affairs of the Heart - نيجيريا/الولايات المتحدة | - 30 يوما في أتلانتا - Iya Alalake - Last Three Digits |
| Lifetime Achievement Award | جائزة لجنة التحكيم الخاصة |
| - Tony Vander Heyden | - الرئيس - Triangle Going To America |
| الإشادة الخاصة | جائزة بعد الوفاة |
| - Africa Magic - Kingsley Ogoro | - أورونتو دوغلاس |
| المستشار الفخري : Tony Elumelu | |